# Petrophassa
Petrophassa és un gènere d'ocells de la família dels colúmbids (Columbidae). El gènere va ser introduït el 1841 per l'ornitòleg i artista d'ocells anglès John Gould amb el colom bru alablanc.

## Taxonomia
Segons la Classificació del Congrés Ornitològic Internacional (versió 2.5, 2010) aquest gènere està format per dues espècies:
- colom bru alablanc (Petrophassa albipennis).
- colom bru ala-roig (Petrophassa rufipennis).